# ウィーン天文台

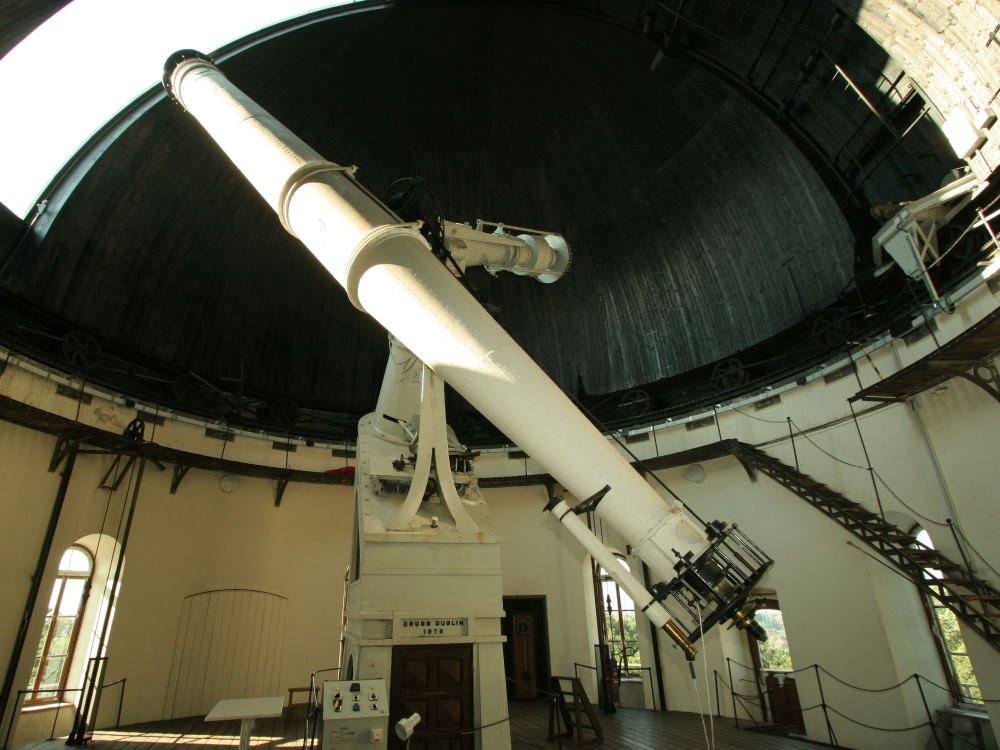
ウィーン大学天文台の68 cm屈折望遠鏡

ウィーン天文台（ドイツ語：Universitätssternwarte Wien、ウィーン大学天文台）はウィーン大学の天文施設で Turksの丘にある。

## 歴史
ウィーン大学で天文学が教えられたのは14世紀に溯ることができる。1365年のウィーン大学の設立後まもない1391年から1882年まで天空と地上に関する講義は行われてきた。15世紀にはグムンデンのヨハネス、ゲオルグ・プールバッハ、レギオモンタヌスなどの天文学者がいた。18世紀の初めにオーストリアの主計長官を務めたJohann Jakob Marinoniがウィーンの自宅に観測塔を建てたのに影響をうけて1733年にはイエズス会が観測所の屋根に塔を建てた。
マリア・テレジアの裁可をえて大学に天文台が建設されることになり、現在はオーストリア科学アカデミーの本部になっている大学の建物の階上に設けられ、1756年に使用が始められた。初代の天文台長には35歳のイエズス会士マクシミリアン・ヘルが任命された。ヘルの指導の下で、ウィーン天文台は国際的に評価を高めた。ヘルは37巻におよぶ著書"Ephemerides astronomicae ad meridianum Vindobonensem"を出版した。金星の日面通過を1761年にウィーン天文台で1769年にはノルウェーのVerdoで観測し、太陽までの距離を14960万kmであると計算した。天文観測のほかに緯度の基準の点となり、正確な時刻の計測を行い、気象観測も行った。
天文台の場所はウィーンの中心地にあったので、観測に不適当であるので、1800年頃には所長をつとめたヨハン・フォン・リトローによって新しい天文台の建設が提案されたが承認されず、1825年に既存の施設の改修がおこなわれた。1825年から使われていた望遠鏡はフラウンフォーハーの製作した15cmの口径のものであった。1842年に父親の後をついで天文台長となっただカール・フォン・リトローも新天文台の建設計画を進め、Turks hillの5.5ヘクタールの土地に1874年から1879年をかけて新しい天文台が建設された。101mと74mの十字形状の建物で中央に14mの観測ドームと十字の端により小さいドームが設けられた。1877年にフォン・リトローは没して、新天文台の完成を見ることはなかった。
1869年からウィーン大学の教授、エトムント・ヴァイスが天文台長になり、ヨハン・パリサを雇い、パリサは1881年から1923年の間に122個の小惑星を発見し、70の星雲を発見した。それらの星雲の大部分は銀河であることが確認された。パリサの仕事は1890年から1892年にルドルフ・スピテーラーによってより大きい望遠鏡で引き継がれ、1992年にスピテーラーは周期彗星113P/Spitalerを発見した。その後台長をKasimir Graff(1928–1938)、Bruno Thüring(1940–1945)、Kasimir Graff(1945–1949)、Josef Hopmann,(1951–1962)、Josef Meurers(1962–1979)らが務めた。
20世紀に入ると、天文学の主流は望遠鏡による観測から天体物理学に移り、またウィーンの光害によって1969年に Leopold Figl観測所が設けられた。